# 포드 아레나
포드 아레나(Ford Arena)는 미국 텍사스주 보몬트에 위치한 실내 경기장이다. 과거 ECHL 텍사스 와일드캐터스의 홈경기장으로 사용했다.